# Димитриос Влахопулос
Димитриос Константину Влахопулос (на гръцки: Δημήτριος Κωνσταντίνου Βλαχόπουλος) е гръцки политик, депутат от Иматия.

## Биография
Роден е на 13 август 1931 година в Бер (Верия), Гърция. Учи право и работи като адвокат. Избран е за депутат от Нова демокрация на изборите в 1974 и на тези в 1977 година. Избран е за евродепутат и служи като такъв от януари до октомври 1981 година. Член е на комисиите за младежта, културата, образованието, информацията и спорта.